# Closterus fossides
Closterus fossides là một loài bọ cánh cứng trong họ Cerambycidae.